# Japanagromyza aldrichi
Japanagromyza aldrichi är en tvåvingeart som beskrevs av Frick 1952. Japanagromyza aldrichi ingår i släktet Japanagromyza och familjen minerarflugor. Inga underarter finns listade i Catalogue of Life.